# Karacabey
Pour l’article homonyme, voir Karacabey (cheval).
Karacabey est une ville et un district de la province de Bursa dans la région de Marmara en Turquie.